# Jean Cuypers
Pour les articles homonymes, voir Cuypers.

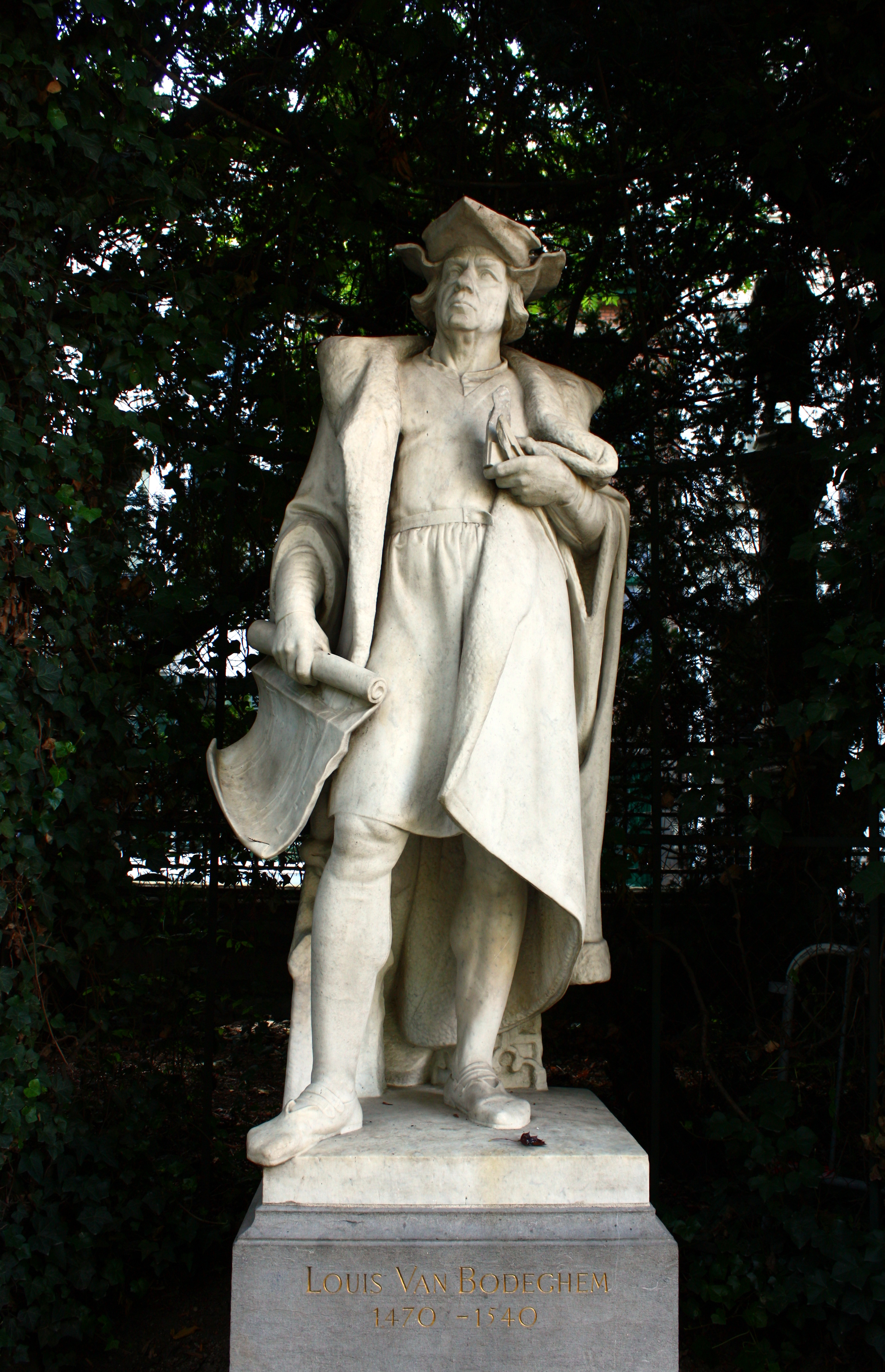
Statue de Louis Van Bodeghem par Jean Cuypers

Jean Henri Cuypers, né à Louvain le 9 janvier 1844 où il est mort le 30 août 1897, est un sculpteur belge. 

## Biographie
Après des études à l'Académie d'arts de Louvain, il gagne en 1867 le deuxième prix du concours de sculpture organisé par la Société d’encouragement des Beaux-Arts d’Anvers.
Membre du Salon des artistes français, il y obtient en 1879 une médaille de 2e classe et est alors placé en hors-concours. 
Il reçoit le Prix de Rome belge en sculpture en 1872 avec un bas-relief Calpurnius supplie César de ne pas aller au Sénat. 
Sa statue de marbre Hallali: le chevreuil traqué abattu par le chasseur est conservée au Musée des beaux-arts de Bruxelles. Son buste de Joseph Poelaert est inauguré en 1887 à l’entrée du Palais de justice de Bruxelles et en 1890, il élabore la statue de Louis van Bodeghem pour le Petit Sablon à Bruxelles. Il réalise aussi 3 des 48 statuettes d’artisans pour le même square.
On lui doit également des statues pour la façade des hôtels de ville de Bruxelles et de Louvain.
Le M-Museum-Leuven conserve un marbre intitulé L’esclave.